# Гиара
Гиара (лат. Euryzygomatomys spinosus) — вид грызунов из семейства щетинистых крыс, обитающий в Южной Америке. Один из двух видов рода Euryzygomatomys.
Встречается в южной и восточной Бразилии, северо-восточной Аргентине и в Парагвае. Обитает на лугах южного Серрадо и в пампах в штате Минас-Жерайс, Бразилия. Также встречается в лесах, в переходной зоне лесов и лугов и в атлантическом лесу от Эспириту-Санту и на юг до Аргентины и Парагвая.

## Описание
Длина тела 19,5 см, длина хвоста 5 см, длина уха 17 мм, вес 188 грамм. У животного короткие уши, немного меньшие иглы чем у представителей рода Clyomys, более короткий хвост, длиннее зубной ряд и широкие резцы. Окраска спины от золотисто-коричневого до чёрного цвета. Брюхо более желтовато-коричневого цвета чем спина, с беловатыми отметинами. Подбородок и горло часто более желтовато-коричневые.